# There It Is
There It Is is een Amerikaanse korte film uit 1928. De film werd in 2004 opgenomen in de National Film Registry.